# إسماعيل دشتي
إسماعيل علي حاجية دشتي مواليد دولة الكويت (1930 -11 نوفمبر 2018)، نائب سابق في مجلس الأمة الكويتي، شارك في انتخابات مجلس الأمة الكويتي عام 1975 عن الدائرة الاولي الشرق وحصل علي ( 534 ) وحصل علي المركز الرابع ونجح بالانتخابات، وهو شقيق النائب السابق في مجلس الامة الكويتي عبد الله دشتي.

## مساهماته خلال مسيرته البرلمانية
- قانون التأمينات الاجتماعية.[2]
- قانون الخدمة العسكرية الإلزامية.
- الاقتراح بقانون لإنشاء محكمة القضاء الإداري.
- الاقتراح بقانون لإنشاء ديوان للمظالم.